# You and I (film)
Pour les articles homonymes, voir You and I.
Pour plus de détails, voir Fiche technique et Distribution.
You and I (Ты и я, Ty i Ya en russe) est un film dramatique américano-russe réalisé par Roland Joffé et sorti en 2011. Le film est une adaptation du roman russe t.A.T.u Come Back écrit par Aleksey Mitrofanov, lui-même inspiré d'une histoire vraie.
Il relate les péripéties à Moscou de deux adolescentes, Lana Starkova et Janie Sawyer, qui tombent éperdument amoureuses l'une de l'autre. Il met en scène Mischa Barton, Shantel VanSanten, Anton Yelchin et les deux membres du duo russe t.A.T.u., Lena Katina et Yulia Volkova. La bande originale du film est presque entièrement composée de titres du troisième album de t.A.T.u., Waste Management, le film ayant été conçu au départ pour en faire la promotion.
Tourné en 2007, le film est sorti le 3 février 2011 en Russie puis aux États-Unis, le 31 janvier 2012.

## Fiche technique
Sauf indication contraire, les informations mentionnées dans cette section peuvent être confirmées par la base de données cinématographiques IMDb,  présente dans la section « Liens externes ».
- Titre français et anglophone : You and I
- Titre original russe : Ты и я (Ty i Ya)
- Titre de travail : Finding t.A.T.u
- Réalisation : Roland Joffé
- Scénario : Aleksey Mitrofanov, Shawn Schepps, Luke Goltz
- Photographie : Philip Robertson
- Musique : t.A.T.u.
- Production : Stephen Nemeth, Leonid Minkovski, Sergey Konov
- Sociétés de production : Angels Kiss et RAMCO (Russian American Movie Company)
- Société de distribution : Central Partnership (Russie)
- Budget : 12 millions de dollars
- Langues originales : anglais, russe
- Pays de production :  Russie,  États-Unis
- Genre : drame, romance, thriller
- Durée : 100 minutes
- Dates de sortie[1] :
  - Russie : 25 janvier 2011
  - États-Unis : 31 janvier 2012 (en DVD)
- Classification[2] :
  - États-Unis : R

## Distribution
- Mischa Barton : Lana Starkova
- Shantel VanSanten : Janie Sawyer
- Anton Yelchin : Edouard Nikitine
- Lena Katina : elle-même
- Yulia Volkova : elle-même
- Helena Mattsson : Kira
- Charlie Creed-Miles : Ian
- Evgueni Koriakovski : Alexeï